# الذخيرة الخوارزمشاهية
الذخيرة الخوارزمشاهية (بالفارسية: ذخیره خوارزمشاهی) هو كتاب في الطب من تأليف الجُرْجَاني.

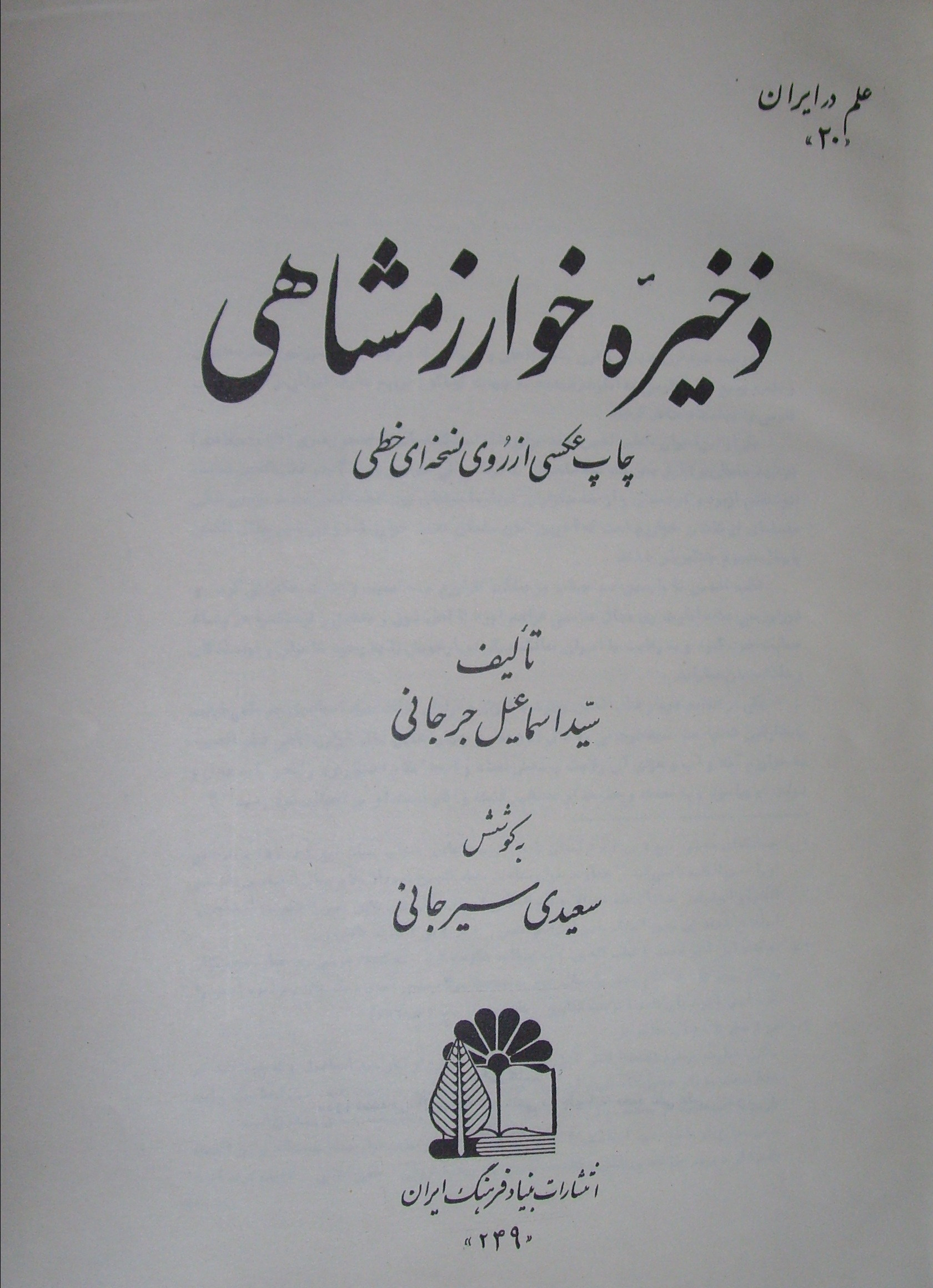
خلاف لاحدى طبعات الكتاب.

قال الطهراني في الذريعة: «الذخيرة في الطب للسيد الأمير المرتضى زين الدين تاج العترة أبى إبراهيم إسماعيل ابن الحسين بن الحسن الجرجاني المتوفى (535) أو (531) كتاب فارسي كبير كتبه باسم السلطان علاء الدين تكش خوارمشاه ولذا يقال له الذخيرة الخوارزمشاهية وهو مرتب على عشرة كتب في عدة مجلدات وقد عربه بنفسه أيضا».
وجاء في كشف الظنون: ذخيرة خوارزمشاهى - في الطب (لزين الدين إسماعيل ابن حسين الجرجاني الطبيب المتوفى سنة 530 إحدى وثلاثين وخمسمائة) فارسي في اثنى عشر مجلدا كذا في العيون الفه لعلاء الدين تكش الخوارزمشاهى انتخب منه كتابا وسماه اغراض باسم ايل رسلان كما مر يقال إنه أحيى الطب به. وقد ترجمه بالتركية أبو الفضل محمد بن إدريس الدفتري المتوفى سنة 982 اثنتين وثمانين وتسعمائة.
يوجد منها نسختان مخطوطتان في مكتبة يني جامع باصطنبول إحداهما بالعربية.